# Estrid Dane
Pour les articles homonymes, voir Dane.
Estrid Dane, née le 27 novembre 1891 et morte le 17 août 1977, est une pédiatre danoise. Elle a fondé et dirigé une clinique pédiatrique au sein de l'hôpital londonien St Mary's en se basant sur la méthode de gymnastique thérapeutique développée par le physiothérapeute allemand Neumann-Neurode.

## Biographie

### Premières années
Estrid Dane est née Estrid Lassen le 27 novembre 1891 à Copenhague, fille de Ebba von Schau et Axel Frederik Julius Christian Lassen. En 1914, elle épouse Georg Henning von Oertzen ; leur union est dissoute en 1922.
Le 27 février 1929, elle épouse en secondes noces Peter Reichenheim, ingénieur juif allemand, à Londres. Ils prennent le nom de « Dane », qui signifie « danois »/« danoise » en anglais, pour se protéger d'un certain antisémitisme alors présent.

### Carrière professionnelle
Elle découvre la méthode de gymnastique pour bébés et jeunes enfants fondée par le physiothérapeute allemand Detleff Neumann-Neurode (en), en l'utilisant sur l'un de ses propres enfants. Convaincue de son utilité, elle décide de se consacrer aux soins aux enfants et se rend à Berlin en 1938 pour se former à cette méthode.
Elle crée une clinique accueillant les enfants atteints de rachitisme et d'autres malformations au sein du St Mary's Hospital, dans le quartier déshérité de l'East End londonien, avec le soutien de la British War Relief Society (en). Au début, sa pratique non conventionnelle suscite l'opposition des médecins et orthopédistes,.
Pendant la Seconde Guerre mondiale, elle continue son activité. Des pressions sont exercées pour qu'elle ne mentionne pas le nom de Detleff Neumann-Neurode, du fait de sa nationalité allemande, mais elle décide de continuer à le promouvoir, déclarant : « Nous devrions être heureux qu'un Allemand ait découvert cette méthode. ».
Au milieu des années 1940, environ 150 enfants sont accueillis en permanence à la clinique. Les meilleurs résultats sont obtenus avec les bébés de moins d'un an. Le travail d'Estrid Dane est reconnu dans le monde entier. Fin 1946, elle se rend à Paris et à Hambourg pour promouvoir sa méthode et appeler à l'ouverture de nouvelles cliniques spécialisées à travers l'Europe.
En 1969, elle fait l'objet d'un documentaire télévisé diffusé sur la chaîne britannique BBC One, qui la présente comme « une femme remarquable » et met en exergue une citation d'un chirurgien déclarant à son propos : « Il n'y a aucun doute sur ce qu'elle arrive à faire, mais je n'ai aucune espèce d'idée de comment elle fait. »

### Dernières années
Dans les années 1960, Estrid Dane, âgée de plus de soixante-dix ans, perd progressivement la vue. Déterminée à poursuivre ses activités, elle se rend à Calcutta, où elle travaille avec mère Teresa pour former les religieuses aux pratiques de soins aux enfants. Son action est citée dans le roman La Cité de la joie de Dominique Lapierre, paru en 1985.[réf. nécessaire]
Elle meurt le 17 août 1977 à Frederiksberg (Copenhague) au Danemark.